# Kenya Broadcasting Corporation
Die Kenya Broadcasting Corporation (KBC) ist eine staatliche Medienorganisation in Kenia. Sie wurde im Jahr 1928 zuerst als ein Ableger der BBC aus Großbritannien gegründet. Die KBC betreibt heute 16 Sender und ist ein Staatsunternehmen mit Hauptsitz in Nairobi, das von Edward Musebe – Chairman, (KBC Board of Directors) geführt wird.
Sendungen werden ausgestrahlt in Englisch und Swahili, und in den meisten Landessprachen von  Kenia.
Gegründet wurde die Rundfunkanstalt 1928 während der britischen Kolonialzeit. Nach der Unabhängigkeit benannte der Sender sich 1964 um in Voice of Kenya. 1989 wurde der Sender umbenannt in Kenya Broadcasting Corporation.